# Volta a Portugal de 1927
A 1ª edição da Volta a Portugal em Bicicleta ("Volta 27") decorreu entre os dias 26 de Abril e 15 de Maio de 1927. O circuito foi composto por 18 etapas, com início em Cacilhas e final em Lisboa.
A carreira foi vencida pelo ciclista António A. Carvalho da equipa Carcavelos, em segundo lugar Nunes Abreu (Leixões) e em terceiro lugar Quirino de Oliveira (Campo de Ourique).
A I volta a Portugal foi organizada pelo Diário de Notícias com a colaboração do Os Sports e da U.V.P. Os 1.958 quilómetros do circuito foram dividos em 18 etapas. Até à 17.ª etapa os corredores partiram em linha, sendo a partida na 18.ª etapa feita com os corredores distanciados um dos outros de harmonia com os tempos obtido nas etapas anteriores.

## Etapas
| nº        | Etapa                     | km      | Vencedor da etapa                      | Camisola Amarela                       |
| 1ª etapa  | Cacilhas-Setúbal          | 40.4    | Quirino de Oliveira (Campo de Ourique) | Quirino de Oliveira (Campo de Ourique) |
| 2ª etapa  | Setúbal-Sines             | 114.6   | António A. Carvalho (Carcavelos)       | Augusto Carvalho (Carcavelos)          |
| 3ª etapa  | Sines-Odemira             | 49.2    | Quirino de Oliveira (Campo de Ourique) | António A. Carvalho (Carcavelos)       |
| 4ª etapa  | Odemira-Portimão          | 86.2    | Quirino de Oliveira (Campo de Ourique) | António A. Carvalho (Carcavelos)       |
| 5ª etapa  | Portimão-Faro             | 65.8    | Quirino de Oliveira (Campo de Ourique) | Quirino de Oliveira (Campo de Ourique) |
| 6ª etapa  | Faro-Beja                 | 154.7   | Quirino de Oliveira (Campo de Ourique) | Quirino de Oliveira (Campo de Ourique) |
| 7ª etapa  | Beja-Évora                | 82.2    | Quirino de Oliveira (Campo de Ourique) | Quirino de Oliveira (Campo de Ourique) |
| 8ª etapa  | Évora-Portalegre          | 122.3   | Quirino de Oliveira (Campo de Ourique) | Quirino de Oliveira (Campo de Ourique) |
| 9ª etapa  | Portalegre-Castelo Branco | 106.6   | Santos Almeida (SL Benfica)            | Quirino de Oliveira (Campo de Ourique) |
| 10ª etapa | Castelo Branco-Guarda     | 112.9   | Quirino de Oliveira (Campo de Ourique) | Quirino de Oliveira (Campo de Ourique) |
| 11ª etapa | Guarda-Moncorvo           | 106.2   | Santos Almeida (SL Benfica)            | António A. Carvalho (Carcavelos)       |
| 12ª etapa | Moncorco-Bragança         | 128.3   | António A. Carvalho (Carcavelos)       | António A. Carvalho (Carcavelos)       |
| 13ª etapa | Bragança-Vidago           | 118.2   | António A. Carvalho (Carcavelos)       | António A. Carvalho (Carcavelos)       |
|           | Descanso                  |         | Vidago                                 |                                        |
| 14ª etapa | Vidago-Braga              | 115.1   | António A. Carvalho (Carcavelos)       | António A. Carvalho (Carcavelos)       |
| 15ª etapa | Braga-Porto               | 113.7   | Nunes Abreu (Leixões)                  | Nunes Abreu (Leixões)                  |
| 16ª etapa | Porto-Coimbra             | 117.2   | António A. Carvalho (Carcavelos)       | António A. Carvalho (Carcavelos)       |
| 17ª etapa | Coilbra-Caldas            | 124.9   | Santos Almeida (SL Lisboa)             | António A. Carvalho (Carcavelos)       |
|           | Descanso                  |         | Caldas das Rainhas                     |                                        |
| 18ª etapa | Caldas-Lisboa             | 100     | Santos Almeida (SL Benfica)            | António A. Carvalho (Carcavelos)       |
|           | Total de Km.              | 1.958.5 |                                        |                                        |

## Classificações Finais
| Lugar | Nome                | Equipa            | H. M. S.  |
| 01º   | António A. Carvalho | Carcavelos        | 79:08:00  |
| 02º   | Nunes de Abreu      | Leixoes           | +00.09:31 |
| 03º   | Quirino de Oliveira | Campo de Ourique  | +00.19.06 |
| 04º   | Santos de Almeida   | SL Benfica        | +00.34:18 |
| 05º   | Aníbal Firmino      | Carcavelos        | +01:25:58 |
| 06º   | Joaquim Raposo      | Cruz Quebrada     | +03:07:23 |
| 07º   | Dias Maia           | Bairro Inglaterra | +05:05:46 |
| 08º   | Arnaldo Gonçalves   | Carcavelos        | +06:38:19 |
| 09º   | Manuel Rijo         | Sporting CP       | +06:44:50 |
| 10º   | João de Sousa       | Sporting CP       | +07:08:36 |
| 11º   | Faraó Pereira       | Belenenses        | +07:51:20 |
| 12º   | Dias Afonso         | Alto do Pina      | +08:29:12 |
| 13º   | António Cristiani   | Bairro Inglaterra | +10:22:38 |
| 14º   | Joaquim Cairel      | Cruz Quebrada     | +10:40:05 |
| 15º   | Francisco Matos     | Belenenses        | +10:48:10 |
| 16º   | Carlos Fernandes    | Sporting CP       | +12:08:36 |
| 17º   | João Bicker         | Portimonense      | +16:04:11 |

## Equipas
| Lugar | Equipa      |
| 1º    | Carcavelos  |
| 2º    | Sporting CP |

## FRACOS
| Lugar | Ciclista        | Equipa     | H.M.S.   |
| 1º    | António Marques | Carcavelos | 82.27.47 |

Classificaram-se mais seis ciclistas.

## MILITARES
| Lugar | Ciclista       | Equipa             | H.M.S.   |
| 1º    | João Francisco | Telegrafistas      | 87.16.12 |
| 2º    | Augusto Calhau | Companhia de Saúde |          |

## Ciclistas
Partiram: 38; Desistiram: 12; Terminaram: 26.
Media: 24,191 Km/h.